# Co-marketing
Co-marketing (marketingová spolupráce) je marketingový postup, když dvě společnosti spolupracují a společně prezentují větší hodnotu pro zákazníka. Co-marketingová partnerství jsou obvykle uzavřené mezi společnostmi, jejichž produkty úzce souvisí, doplňují se nebo vzájemně přidávají hodnotu. Co-marketingové úsilí je nejúspěšnější, když obě značky jsou srovnatelné podílem na trhu nebo produktem.